# Fリーグ準会員リーグ
Fリーグ準会員リーグ（エフ・リーグ・じゅんかいいん・リーグ）は、2012年に創設され、2018年まで行われた日本フットサルリーグ（Fリーグ）の2部リーグ相当の大会である。本ページではFリーグ準会員加盟制度（エフ・リーグ・じゅんかいいん・かめい・せいど）そのものも解説する。

## 概要
Fリーグでは、将来のリーグ本戦への参加を目指す地域のクラブチームへの門戸開放を目指し（最大で現・1部16チームへの拡大を目指す）、Jリーグ準加盟制度（現・百年構想クラブ）を参考に、地域リーグに在籍するチームで、なおかつFリーグが提示した一定の諸条件を満たしているか、あるいは今後それを満たすことを前提としたチームを「Fリーグ準会員クラブ」として認定し、この準会員リーグの成績により、将来のFリーグ参加を目指す方式を取り入れることになった。
2018-19シーズンよりFリーグに2部制を導入するのに伴い、2017-18シーズンをもって準会員リーグは終了することとなった。

## 準会員資格を有するための条件
- チーム運営が公益法人・特定非営利活動法人・または発行済み株式の過半数以上を日本国籍を有するものが保有する株式会社などの法人格をもち、フットサルの活動を主な業務としていること
- 経営状況が健全でかつ財務管理体制が確立していること
- ホームタウンとなる自治体にチームの事務所があること
- 所属チームが地域リーグに在籍していること
- ホームタウンの自治体内にFリーグ昇格に際して必要な入会基準を満たしているか、あるいは今後改修した上で主管試合の相当数開催できることが可能なホームコート（体育館）があること
- 将来Fリーグ昇格を目指すことを、そのチームを所管する都道府県のサッカー協会とフットサル連盟が承認すること
- ホームタウンとしての自治体支援の姿勢を表していること
- 相当数の法人や団体からの支援が得られる見通しであること
- 練習会場を確保していること
- その他Fリーグが必要と認める項目を満たすか、それに準ずること

## 2017年度Fリーグ準会員クラブ
- フウガドールすみだバッファローズ　（東京都墨田区 ※）
- ペスカドーラ町田アスピランチ　（東京都町田市　※）
- ボアルース長野　（北信越フットサルリーグ 長野県長野市 準会員期間・2017年度 - ）
- ヴィンセドール白山フットサルクラブ（北信越フットサルリーグ 石川県白山市　同・2012年度-）
- 名古屋オーシャンズサテライト　（愛知県名古屋市　※）
- 広島エフ・ドゥ（中国フットサルリーグ 広島県広島市　同・2012年度-）
- 浜田フットサルクラブHNT（中国フットサルリーグ 島根県浜田市　同・2017年度-）

※････サテライトチーム

## 準会員からFリーグへの参加が認められたクラブ
- アグレミーナ浜松（東海フットサルリーグ 静岡県浜松市）（準会員期間・2012年度シーズン当初のみ）
  - 当初2012年度は準会員として準会員リーグに参加する予定であった[2]が、その後準会員リーグには参加せずにFリーグ加盟が認められた[3]。理由として、ステラミーゴいわて花巻が2011年度を最後に脱退することが決まり、また浜松が地元の行政支援があることや、メイン会場となる浜松アリーナが大会規定を満たすなどの条件を満たしていると判断されたためである。
- ヴォスクオーレ仙台（東北フットサルリーグ 宮城県仙台市）（同・2013年度）
- フウガすみだ（関東フットサルリーグ 東京都墨田区）（同・2012年度-2013年度）
  - 以上2クラブはFリーグ実行委員会による審査により、正会員条件を満たしていると認められたことにより2014-15年シーズンからFリーグ参加が認められた。[4]
- 柏イーグルスTOR'82（千葉県柏市　同・2012年度-2016年度）

## 準会員を返上したクラブ
- 徳島RAPAZ（徳島県徳島市　準会員期間・2015年度のみ）トップチームは2015年に準会員に認定されたが、都合により2016年にトップチームの活動を停止、準会員も返上した。

## 各年度の準会員リーグ概要

### 2012年度の準会員リーグ
2012年度の準会員リーグは同年4月より開催し、参加4クラブ（柏、東京、VEEX KIMURA、広島）のそれぞれのホームコートを会場につき1節ずつを開催した。それぞれの加盟地域リーグとの重複参加となる。なお当初は浜松の参加も予定されていたが、上記の理由により正会員となったため出場しなかった。

### 2013年度の準会員リーグ
2013年度の準会員リーグは6月から12月に開催された。仙台、柏、すみだ（東京改め）、VEEX KIMURA、広島の準会員5クラブに加え、正会員10チームの23歳以下の選手を対象とした「FリーグU-23選抜チーム」を加えた6チームで開催し、1回総当たり・全10節（15試合）を開催した。

### 2014年度の準会員リーグ
2014年度の準会員リーグは、柏、白山（VEEX KIMURA改め）、広島の準会員3クラブに加え、「FリーグU-23選抜チーム」を加えた4チームで2回総当たりを開催。U-23選抜のホームゲーム扱いの試合はFリーグセントラル開催（中立地開催）の時に行った。上記のように仙台とすみだは正会員となった。

### 2015年度の準会員リーグ
2015年度は柏、白山、広島の前年度からの3チームに加え、徳島を加え4チームで2回総当たりを行う。前回まで参加した「U-23」は今年度は参加せず。また新たに日本フットサル連盟・日本フットサルリーグと包括的エグゼクティブパートナーシップ契約を締結したゼビオがタイトル協賛スポンサーとなり、本年度からリーグ戦名称を「Super Sports XEBIO　Fチャレンジリーグ」と改題することになった

### 2016年度の準会員リーグ
2016年度の参加クラブは、徳島が辞退した以外は前シーズンと同じ。白山はチーム名称を「ビークス白山」から「ヴィンセドール白山」に変更した。形式も前シーズンと同じく、2回戦総当たり。

### 2017年度の準会員リーグ
スポンサーがDUARIGに変わり、名称も「DUARIG Ｆチャレンジリーグ」となった。柏が抜けて、ボアルース長野と浜田フットサルクラブHNTが新たに参入。またすみだ、町田、名古屋のサテライトチームが加わって、7チームによるリーグ戦となった。形式も前シーズンと同じく、2回戦総当たり。